# Lagune von Venedig
Die Lagune von Venedig ist ein durch Landzungen und Inseln weitgehend abgetrenntes Haff im Norden der Adria. Sie entstand um 4000 v. Chr. durch Ablagerungen der Brenta und anderer die Po-Ebene entwässernder Flüsse. In ihr liegt die Stadt Venedig.

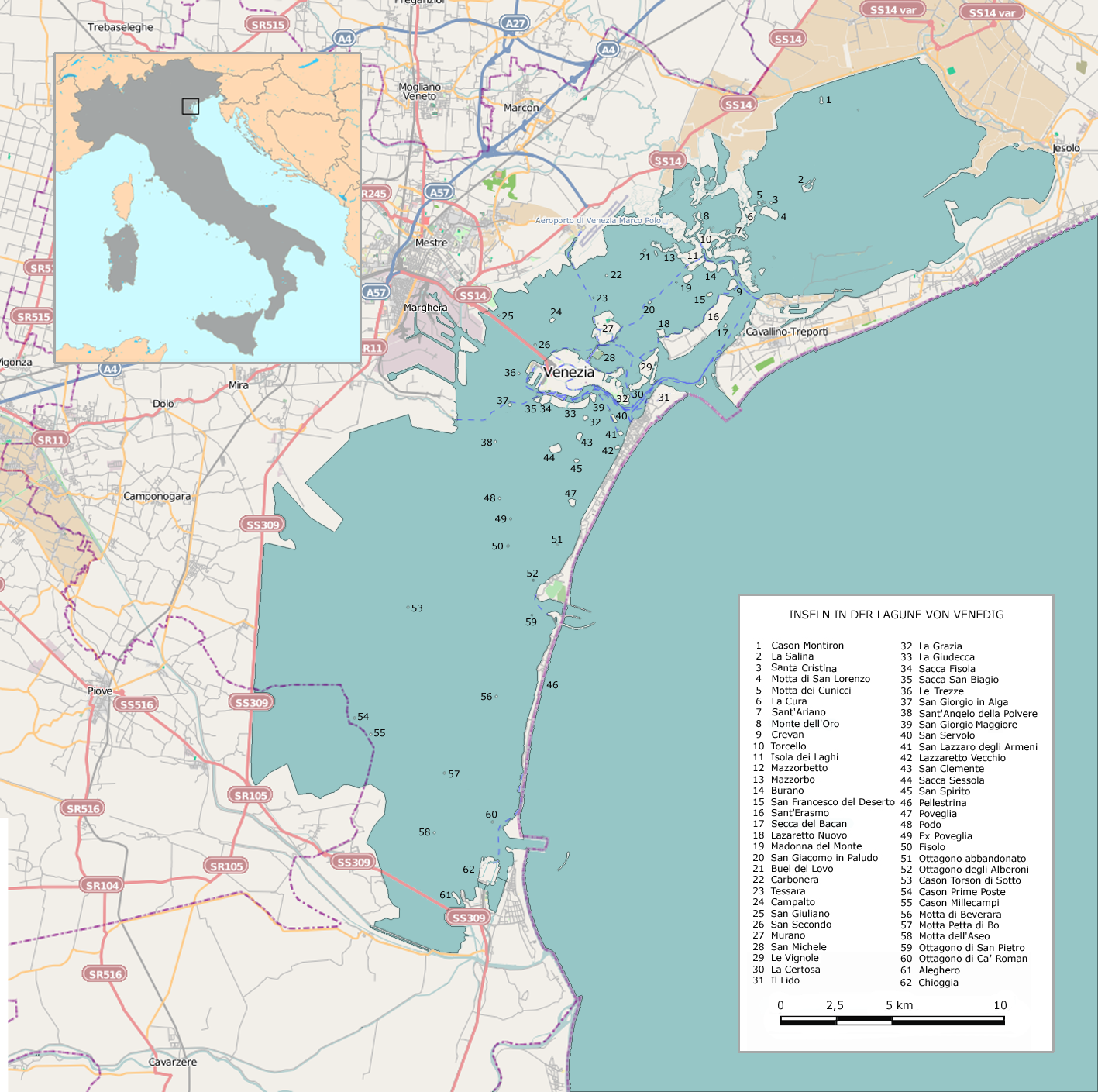
Karte der Inseln in der Lagune

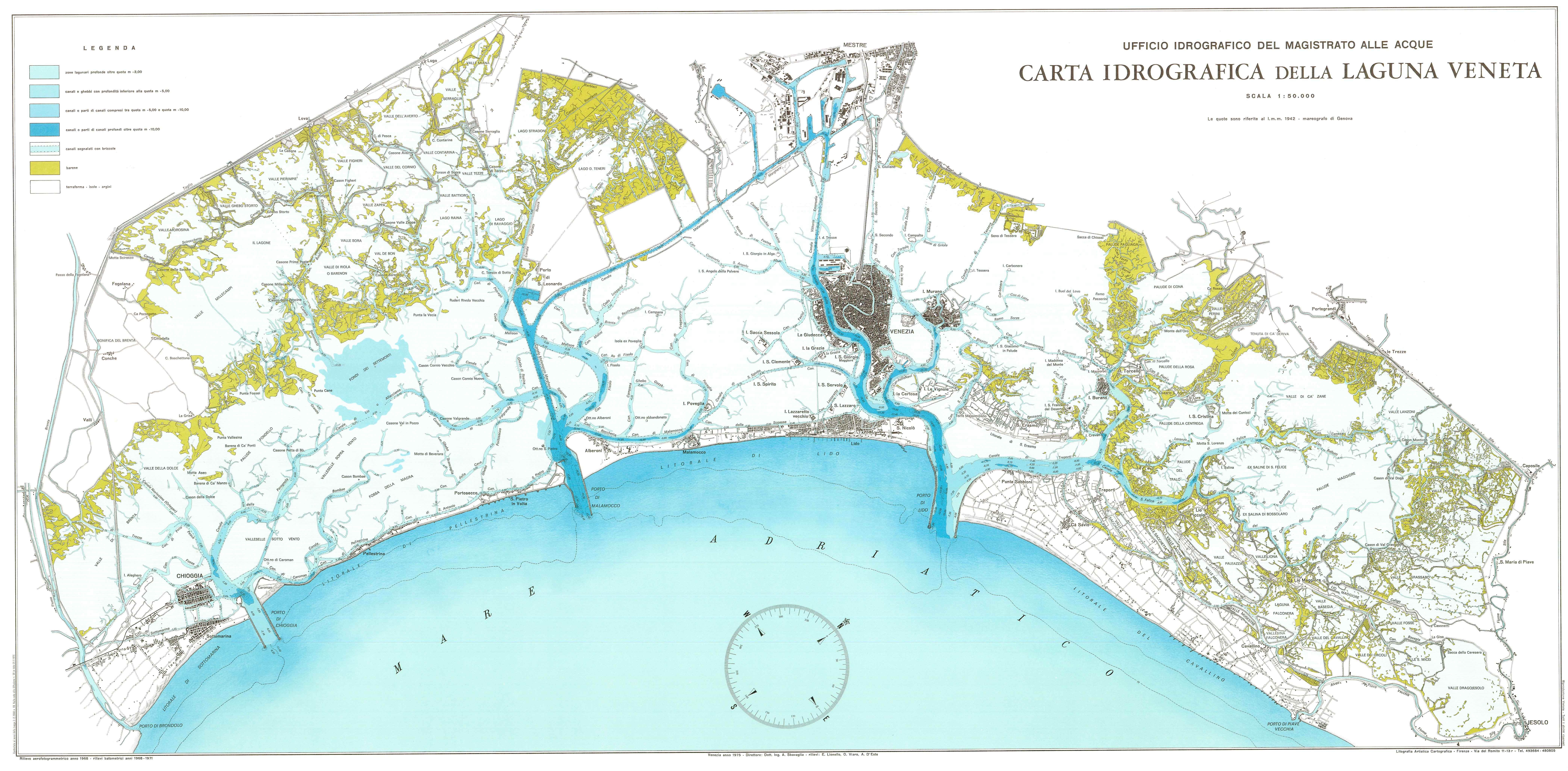
Hydrographische Karte der Lagune aus dem Jahr 1975 (Nord = rechts oben)

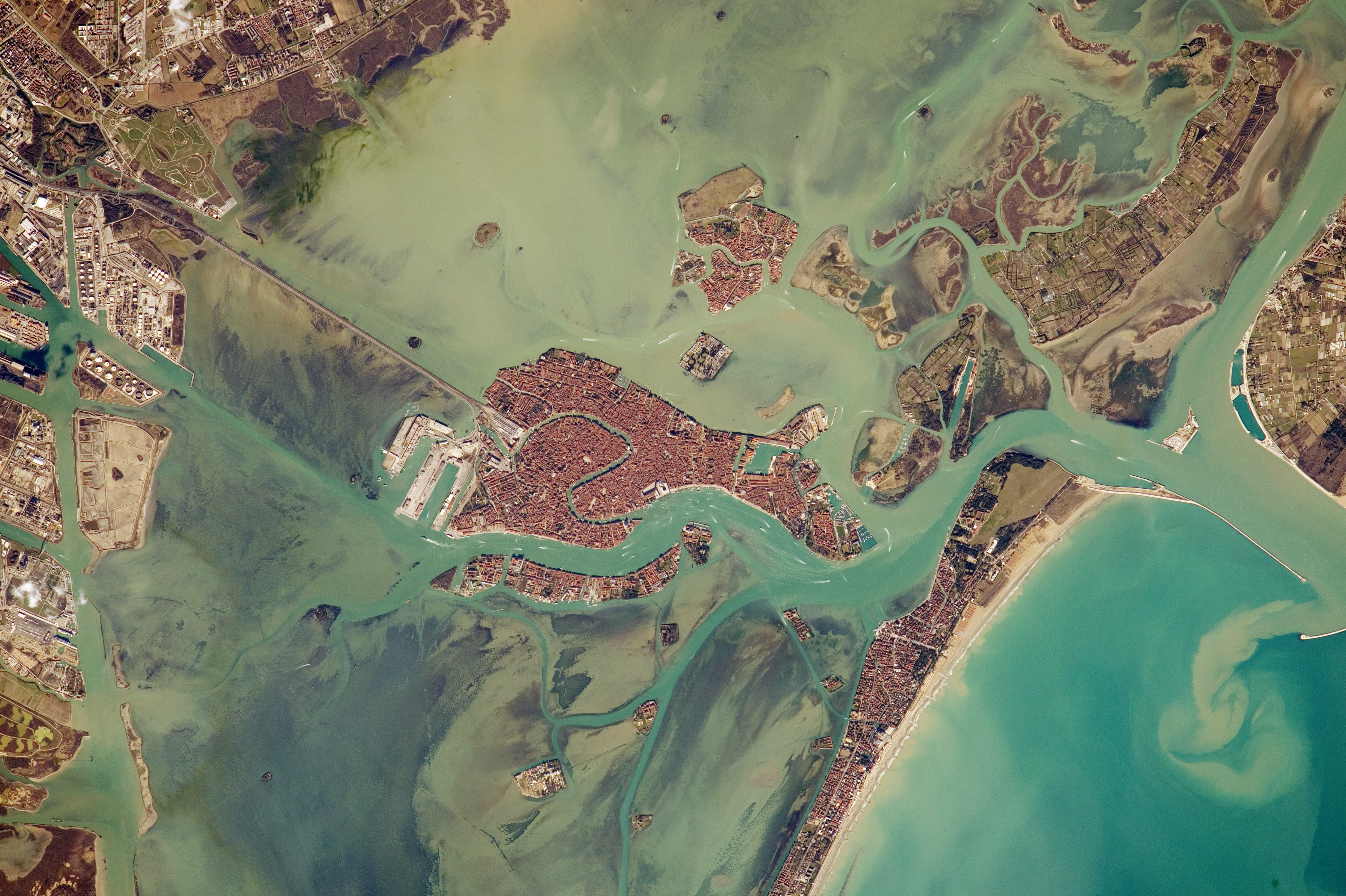
Satellitenbild der Lagune (2016)

## Lage
Die Lagune reicht vom Fluss Sile im Norden zur Brenta im Süden und hat eine Fläche von ca. 550 km². Rund 8 % der Oberfläche bestehen aus Inseln (darunter das historische Zentrum vom Venedig selbst (das eigentlich aus 127 Einzelinseln besteht) und eine Reihe kleinerer Inseln), nur 11 % sind dauerhaft von Wasser bedeckt (inklusive der verschiedenen Kanäle), der Rest besteht aus den Fischgründen, der weit überwiegende Teil besteht aus Watt und Marschland. Die Lagune bildet das größte Feuchtgebiet mit Anschluss ans Mittelmeer.
Die Lagune hat drei Verbindungen zur Adria, welche nach den naheliegenden Städten Lido, Malamocco und Chioggia benannt sind.
Durch die Lage am nördlichen Ende des langen Meeresarms der Adria werden die von nördlichen und insbesondere die von südlichen Winden verursachten Wasserbewegungen verstärkt und führen zu Springtiden, die als Acqua alta bezeichnet werden und Venedig regelmäßig unter Wasser setzen.
Die östlich gelegene Schwester-Lagune von Marano hat eine Fläche von rund 160 km².

## Geschichte
Vor sechstausend Jahren flutete der gegen Ende der letzten Eiszeit steigende Meeresspiegel die oberen adriatischen Küstenebenen, während die Ablagerung von Flüssen dem teilweise entgegenwirkte. Die große Sedimentfracht des Po wurde von Meeresströmungen an der Küste entlang getrieben und schloss Meeresbuchten durch vorgelagerte Sandbänke von der Adria ab.
Zur Zeit des Römischen Reichs erstreckte sich ein System von Ästuaren (Mündungslagunen) von Ravenna im Süden bis nach Triest im Osten. Im sechsten Jahrhundert suchte die romanisierte Bevölkerung auf den Inseln der Lagune Schutz vor den Invasionen der Hunnen und anderen östlichen Völkern. Doch erst nach dem Niedergang des weströmischen Reichs siedelten genügend Menschen aus dem Hinterland auf den Inseln, um die Stadt Venedig entstehen zu lassen. Daneben entstand Chioggia am südlichen Ende der Lagune, und die den Küstenstreifen bildenden langgezogenen Inseln Lido di Venezia, Pellestrina und Cavallino-Treporti wurden besiedelt, die früher nur aus Sandbänken und Dünen bestanden. Durch die geschützte Lage entwickelte sich die Republik Venedig zu einer bedeutenden Seemacht. Heute noch existieren der bedeutende Seehafen, die ehemaligen Werften des Arsenale und die Fischgründe der Lagune, die sich zu einer modernen Aquakultur entwickeln.

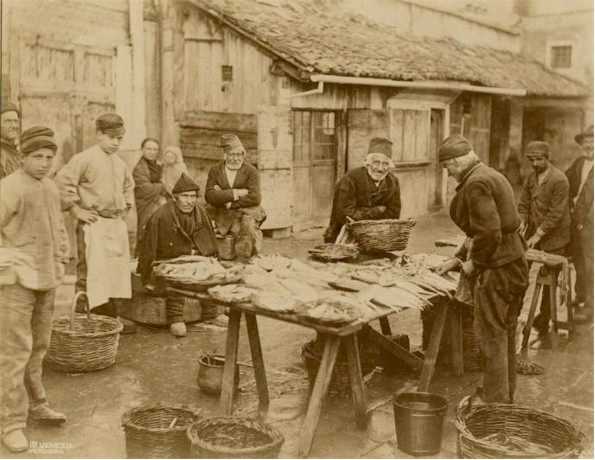
Carlo Naya: Venezianische Fischer

Im fünfzehnten und sechzehnten Jahrhundert wurden die in die Lagune mündenden Flüsse umgeleitet, um die Lagune von weiteren Ablagerungen freizuhalten, und die Entnahme von Grundwasser führte zu Absenkungen. Sumpfige Inseln wurden trockengelegt, um sie bewohnbar zu machen, und einige wurden gänzlich neu angelegt. Speziell der Hafen von Mestre wurde durch Landgewinnung vergrößert.
Das wirtschaftliche Zentrum mit Hafen und Flughafen befindet sich heute auf dem westlichen Festland, wo in den ehemals selbstständigen Städten Mestre und Marghera auch der Großteil der Bevölkerung lebt.
Am nördlichen Ende der Lagune liegen die bekannten Ferienorte Jesolo und Cavallino-Treporti.

## Laguna morta, laguna viva
Der nördliche Teil, etwa ab Torcello, enthält vorwiegend Süßwasser und wird vom Gezeitenwechsel kaum erreicht. Er heißt daher laguna morta (‚tote Lagune‘). Die Salzwasserlagune, deren Wasserstand mit Ebbe und Flut sinkt und steigt und die vom Meerwasser durchspült wird, heißt laguna viva (‚lebende Lagune‘).

## Gefährdung

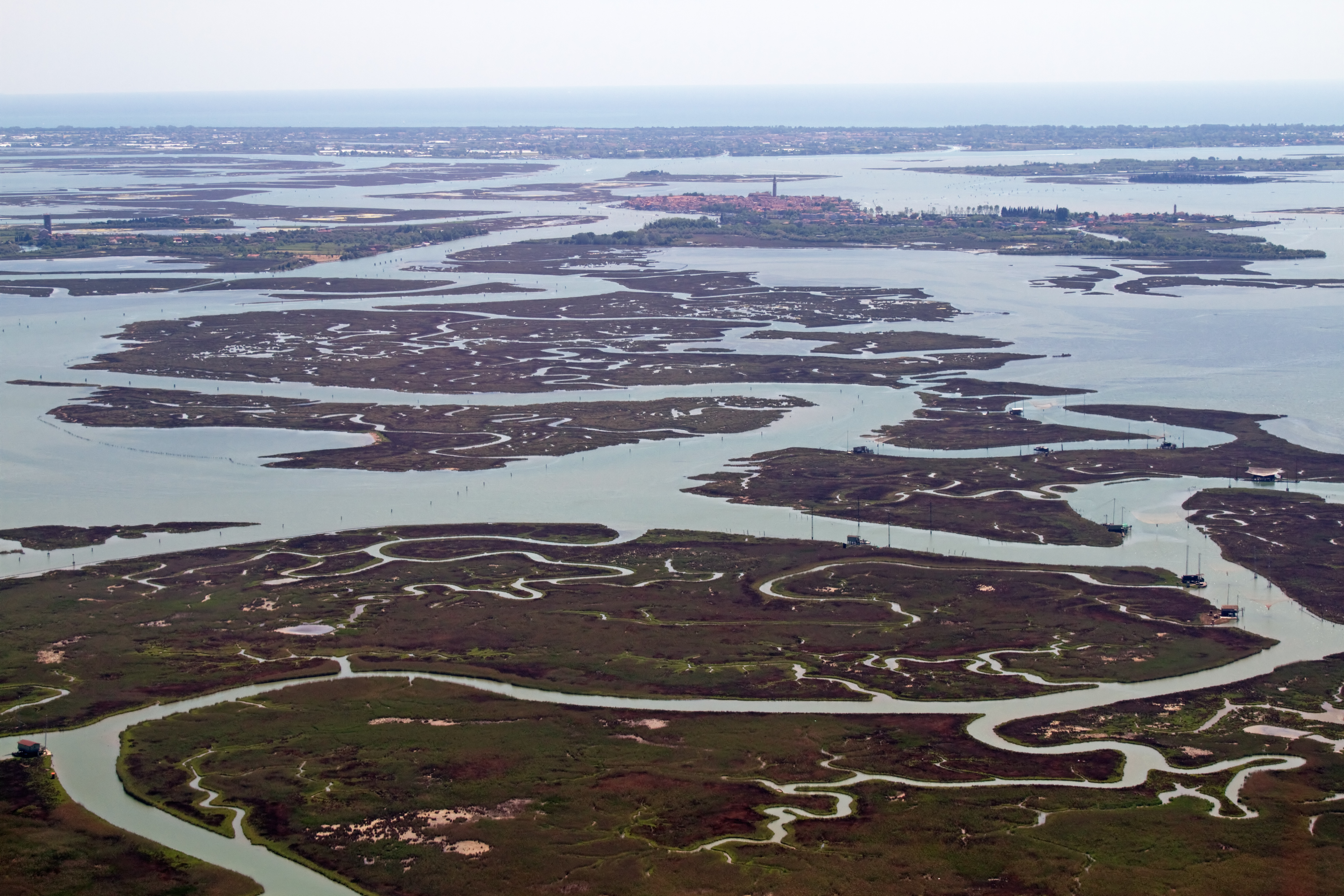
Erhaltene Mäander im Mündungsbereich des Flusses Dese nördlich von Burano

Ohne weitere menschliche Eingriffe würden sich die zentralen Teile der Lagune um Venedig herum in ein tieferes Wasserbecken verwandeln und einige Sandbänke und Salzmarschen (Barene) darin verschwinden lassen. Denn einige kleinere Flüsse, die ursprünglich in die Lagune mündeten, wurden von der Republik Venedig direkt in die Adria umgeleitet, um eine Verlandung zu verhindern. Damit erhielt sich die Stadt ihren Schutz durch das sie umgebende Wasser. Doch es wurde nur noch wenig Sand, Schlick und Geröll herantransportiert, Material, das durch die Auslässe zur Adria langsam entwich. Diese Entwicklung wurde im 19. und 20. Jahrhundert dadurch verschärft, dass die Ausgänge für die erheblich angewachsenen Schiffe, vor allem der Industrieregion um Mestre und Marghera, stark verbreitert und vertieft wurden. Fehlender Nachschub und verstärkte Erosion veränderten die Lagune stetig. So verliert die Lagune jedes Jahr rund 500.000 m³ Land.

## Ökologische Folgen
Durch das Verschwinden der vielfältigen Abfolge von Salzmarschen, Sandbänken und Untiefen ist die Artenvielfalt bedroht. Dabei verlandet der nördliche Teil, die laguna morta, während das Wasserbecken im Süden, die laguna viva, immer tiefer und lebensfeindlicher wird. Während im Norden die Marschen wachsen, verschärft das regelmäßige Ausbaggern der Zufahrten nach Mestre und Marghera die Situation im Süden. Dazu kommt, dass Grundwasser abgepumpt wird, was den Lagunenboden weiter absenkt.
Ende der 1980er Jahre wurde von Züchtern die  Philippinische Venusmuschel angesiedelt, welche einheimische Muscheln verdrängt. Sie gedeiht besonders in den von Industrieabwässern verschmutzten und erwärmten Gewässern von Chioggia. Die sogenannten Caparozzolante graben mit ihren Fangkörben den Lagunenboden auf und verschärfen damit den Materialverlust in der Lagune.
Dabei ist der Schutz durch Pflanzenbewuchs von großer Bedeutung. In Salzmarschen und auf Sandbänken brechen Pflanzen die Kraft der Wellen und ihre Wurzeln halten den Boden. Algen- und Bakterienmatten verlangsamen den Verlust von Sand und Schlick.

## Hochwasserschutz-Bauwerk MO.S.E
Durch Fluttore zum Schutz vor massiven Überschwemmungen wird das winterliche Hochwasser in der Stadt (it. Acqua Alta) in der Lagune kontrolliert. Das MO.S.E-Projekt (kurz für MOdulo Sperimentale Elettromeccanico) ist ein dreiteiliges Wasserstauwerk an den Ausfahrten der Lagune und wurde – nach mehreren Verzögerungen – im Juni 2020 fertiggestellt und nach abschließenden Tests Ende 2021 zuerst aufgestellt.

## Stabilisierende Eingriffe
Die Lagune, wie sie heute besteht, ist ein Biotop aus Menschenhand, welches unter Beibehaltung der derzeitigen Bedingungen unerwünschten Veränderungen unterworfen ist. Daher wird darüber nachgedacht, einige Flüsse zeitweise in die Lagune zu entwässern und durch Nutzung künstlicher Kanäle die Verteilung der Sedimente zu unterstützen.
Trotz Anstrengungen zur Reinhaltung der Lagune gelangen noch Fäkalien, Abfälle und Industrierückstände in das Wasser. Die zahlreichen Motorboote belasten die Lagune mit ölhaltigen Betriebsstoffen.

## Inseln

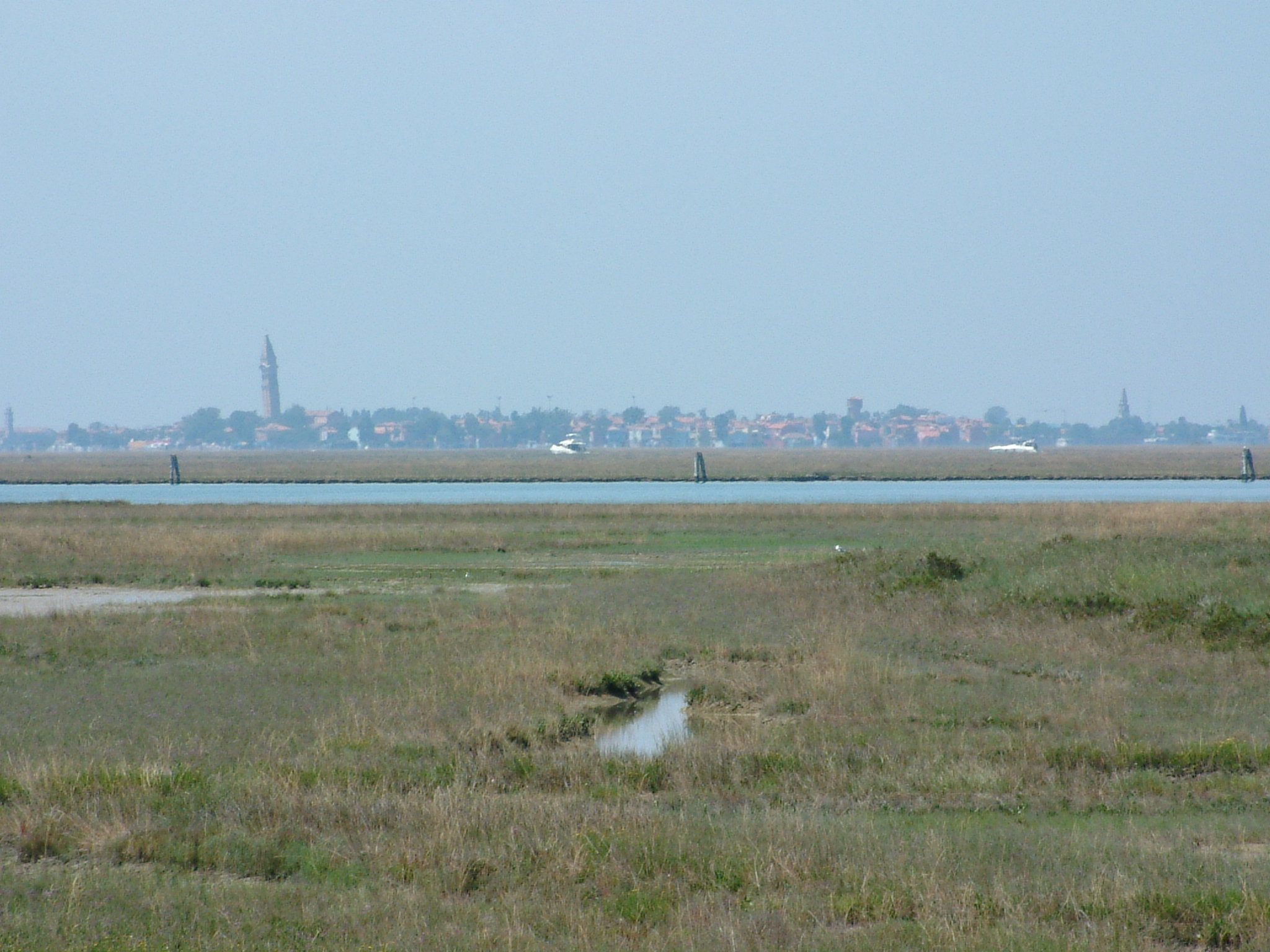
Barena

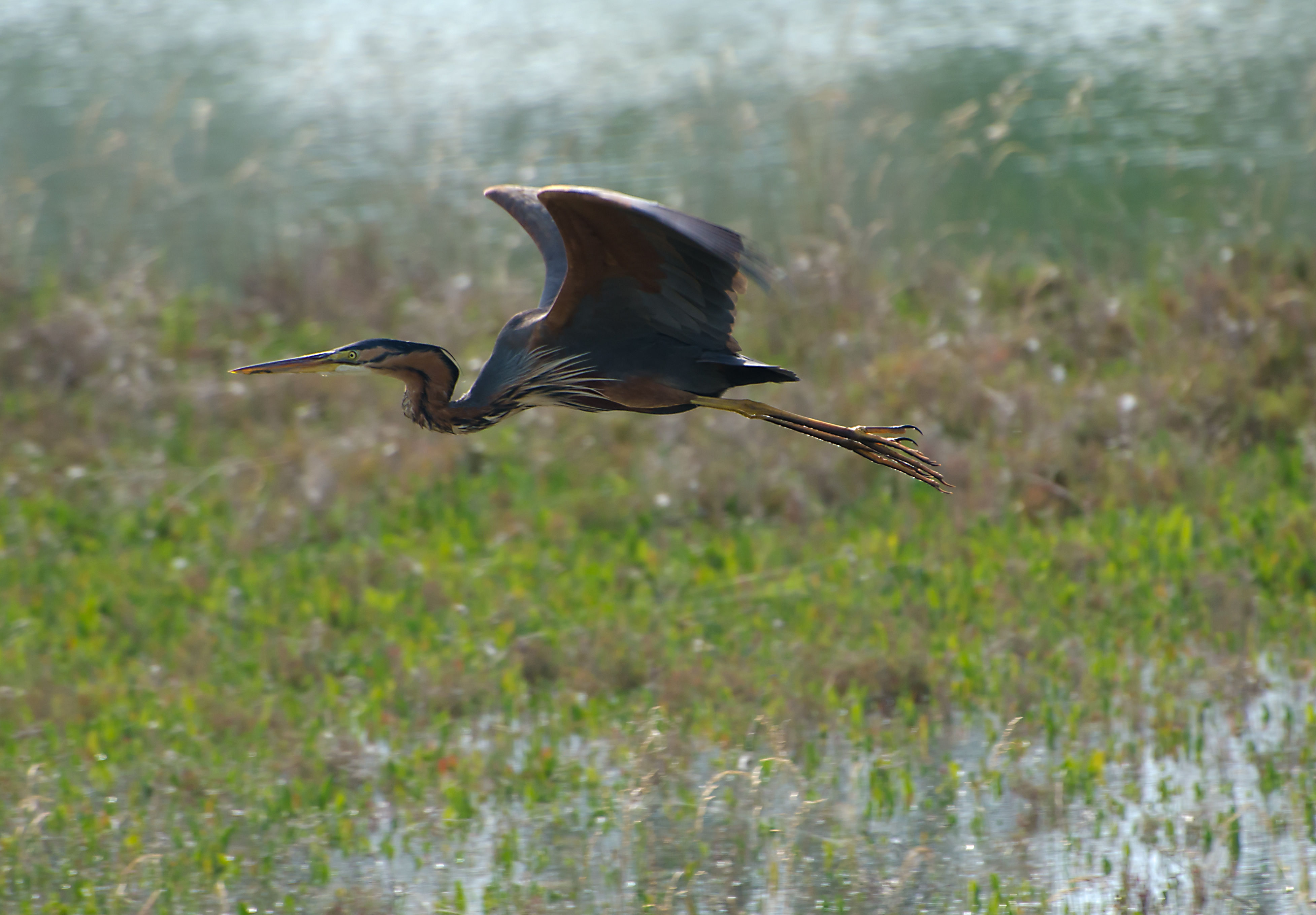
Ein Purpurreiher in der Lagune

### Die größten Inseln
- Venedig (110 Einzelinseln) 5.165.348 m²[4]
- Sant’Erasmo 3.257.361 m²
- Borgo San Giovanni 2.361.770 m²
- Murano (sieben Einzelinseln) 1.171.625 m²
- Chioggia 665.341 m²
- Giudecca (neun Einzelinseln) 589.056 m²
- Mazzorbo 517.945 m²
- Torcello 441.699 m²
- Sant’Elena 335.275 m²
- La Certosa 241.994 m²
- Burano (fünf Einzelinseln) 210.766 m²
- Sacca Fisola 188.688 m²
- Tronchetto 184.281 m²
- San Michele 159.519 m²
- Sacca Sessola 156.374 m²
- Santa Cristina 136.229 m²

### Andere Inseln und Landzungen
- Aleghero 27.006 m²
- Cason Millecampi 4.135 m²
- Cason Montiron 1.881 m²
- Cason Prime Poste
- Casone Barenon
- Casone del Cornio Vecchio
- Isola dei Laghi
- Littorale del Cavallino
- Lazzaretto Nuovo
- Lazzaretto Vecchio
- Lido di Venezia
- Motta del Cornio Nuovo
- Pellestrina
- Poveglia
- San Clemente
- San Francesco del Deserto
- San Giorgio in Alga
- San Giorgio Maggiore
- San Lazzaro degli Armeni
- Santa Maria della Grazia
- San Pietro di Castello 62.612 m²
- San Servolo
- Sant’Angelo della Polvere
- Santo Spirito
- Sant’Ariano
- Sottomarina
- Vignole

## In der Literatur
- Der historische Roman Die Lagune der Galeeren wurde von Rainer M. Schröder in der Lagune des 16. Jahrhunderts angesiedelt.
- Das Jugendbuch Herr der Diebe von Cornelia Funke und seine Verfilmung spielen in Venedig und in der Lagune.